# Barrington Hills
Barrington Hills é uma aldeia localizada no estado americano de Illinois, no Condado de Cook e Condado de Kane e Condado de Lake  e Condado de McHenry.

## Demografia
Segundo o censo americano de 2000, a sua população era de 3915 habitantes.
Em 2006, foi estimada uma população de 4320, um aumento de 405 (10.3%).

## Geografia
De acordo com o United States Census Bureau tem uma área de 73,5 km², dos quais 72,2 km² cobertos por terra e 1,3 km² cobertos por água.

## Localidades na vizinhança
O diagrama seguinte representa as localidades num raio de 8 km ao redor de Barrington Hills. 